# Health Informatics Service Architecture
Health Informatics Service Architecture (HISA) är en europeisk standard som skall möjliggöra utbyte av information mellan medicinska system. Denna standard kom in en första version som ENV 12967-1 1996 men har under åren 2002-2006 omarbetats och är i skrivande stund[när?] under slutlig omröstning för att bli en standard i 3 delar:
EN 12967 - Part 1: Enterprise viewpoint EN 12967 - Part 2: Information viewpoint
EN 12967 - Part 3: Computational viewpoint
(finns endast på engelska)
Standardiseringen bedrivs av CEN/TC 251 (franska: Comité Européen de Normalisation, engelska: Technical committee nr 251).
Arbetsgrupperna (WG, Working group) inom kommittén är:
- WG I – Informationsmodeller
- WG II – Terminologi och kunskapsbaser
- WG III – Säkerhet och kvalitet
- WG IV – Teknologi för interoperabilitet

HISA har som mål att motverka monopol och leverantörsberoende samt bidra till att medicinska system utvecklas på ett modulärt sätt, med tjänsteorienterade arkitekturer.